# مهدی بیانی
مهدی بیانی (۱۲۸۵–۱۷ بهمن ۱۳۴۶) بنیانگذار کتابخانه ملی ایران، کارشناس نسخه‌های خطی فارسی، نویسنده، پژوهشگر و استاد دانشگاه تهران بود.

## زندگی
مهدی بیانی در ۱۲۸۵ در همدان متولّد شد. پدرش، میرزا محمدخان مستوفی فراهانی، از خاندان دبیران و مستوفیان فراهان و نیای مادریش میرزا سلیمان بیان السلطنه فراهانی، رئیس بیوتات سلطنتی و صاحبِ رساله قواعد دفاتر و حساب بود. در دو سالگی او پدرش درگذشت و مادرش با او و دیگر فرزندان به تهران آمد. او در مدارس ابتدایی اقدسیّه و اشرف به تحصیلات مقدماتی و فراگیری خوشنویسی پرداخت و پس از اتمام دوره متوسطه در دارالفنون، دوره لیسانس علوم ادبی و فلسفی را در دانشسرای عالی (دارالمعلمین عالی سابق) به پایان برد و در ۱۳۲۴ هجری خورشیدی به اخذ دکتری در زبان و ادبیات فارسی از دانشگاه تهران نایل گشت.
بیانی پس از گذراندن دوره تعلیمات دانشکده افسری و خدمت وظیفه، در ۱۳۱۲ ش همزمان با کار در کتابخانه دانشسرای عالی، تدریس زبان و ادبیات فارسی را آغاز کرد و در ۱۳۱۳ ش به مدیریت کتابخانه عمومی معارف منصوب گردید. او در این مقام به گردآوری کتاب‌ها از کتابخانه سلطنتی و کتابخانه معارف برای بنیانگذاری «کتابخانه ملی ایران» پرداخت و پس از تأسیس این کتابخانه در ۱۳۱۶، ریاست آنجا را به عهده گرفت.
در ۱۳۱۹ش، به مدت یک سال از طرف وزارت آموزش و پرورش (وزارت فرهنگ سابق) به ریاست فرهنگ اصفهان اعزام شد و پس از بازگشت و انجام دادن مأموریت آموزشی یکساله در وزارت پیشه و هنر وقت، بار دیگر به ریاست کتابخانه ملی منصوب شد. در ۱۳۳۵ش، ریاست کتابخانه سلطنتی را عهده‌دار شد و این سمت را همراه با استادی دانشگاه تهران و تدریس «تاریخ تکامل خطوط اسلامی» و «کتابشناسی نسخه‌های خطی» تا پایان عمر به عهده داشت
او همچنین انجمنی برای حمایت و معرفی خوشنویسان و هنر خوشنویسی با نام «انجمن حمایت خط و خطاطان» تأسیس کرد. وی به سبب تبحّر در شناخت خطوط و نسخه‌ها به عنوان کارشناس نسخه‌های خطی و چاپی، با کتابخانه‌های ملی، مجلس شورای ملی و کتابخانه مرکزی دانشگاه تهران همکاری می‌کرد. او خود خطی خوش داشت و به ویژه در نستعلیق قوی و ماهر بود. او را از شاگردان میرزا حسین‌خان مستوفی معروف به کاتب‌الخاقان ذکر کرده‌اند. کتاب «احوال و آثار خوشنویسان» که او در ۴ جلد منتشر کرد از آثار پژوهشی ارزشمند در زمینه زندگی‌نامه و معرفی خوشنویسان ایران است که تاکنون ارزش خود را حفظ کرده‌است.
بیانی از بنیانگذاران انجمن فرهنگی ایران و شوروی و عضو آن بود و نزدیک به ۲۵ سال در راه گسترش و استواری پیوندهای دوستی و فرهنگی دو کشور همسایه تلاش کرد. مأموریتهای فرهنگی بسیاری به کشورهای آسیایی، اروپایی و آمریکا داشت. وی در ۱۷ بهمن ۱۳۴۶ بر اثر سرطان درگذشت.

## آثار
آثار او عبارت است از:
- کتاب‌شناسی کتاب‌های خطی

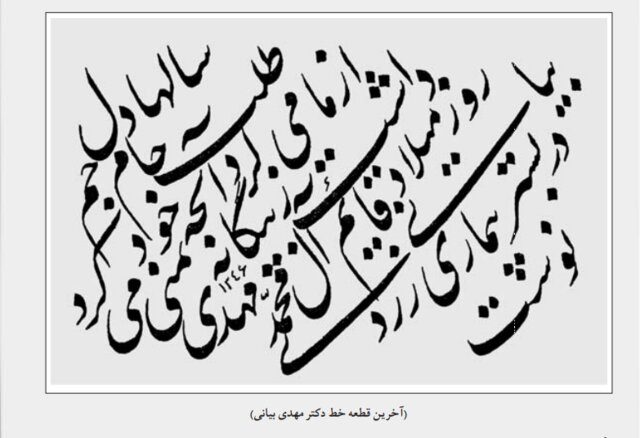
نمونه آخرین خوشنویسی دکتر مهدی بیانی

- فهرست نمایشگاه خطوط نستعلیق کتابخانه ملی
- فهرست کتابخانه سلطنتی (دیوان‌ها)
- فهرست منشآت و مکاتیب و ترسلات و منظومه‌های فارسی
- فهرست نمایشگاه آثار ابن سینا در کتابخانه انجمن آثار ملی
- فهرست نمایشگاه آثار خواجه نصیرالدین طوسی در کتابخانه ملی
- فهرست نمونه خطوط خوش کتابخانه سلطنتی
- راهنمای گنجینه قرآن در موزه ایران باستان
- نمونه‌ای چند از خطوط خوشنویسان
- نمونه سخن فارسی
- احوال و آثار خوش‌نویسان، در چهار جلد
- احوال و آثار نسخ‌نویسان
- شکسته و نستعلیق‌نویسان و تعلیق‌نویسان
- احوال و آثار میرعماد
- طبع و نشر چهار رساله فارسی (رسالة فی حالة الطفولیة، روزی با جماعت صوفیان؛ عقل سرخ؛ آواز پر جبرئیل)، از شیخ شهاب الدین سهروردی
- السوانح فی‌العشق احمد غزالی
- معراج‌نامه منسوب به ابن سینا، به خط امام فخر رازی
- بدایع الازمان فی وقایع کرمان، افضل الدین کرمانی
- چند رباعی از حکیم عمر خیام به خط میرعماد
- پانصد سال تاریخ جواهرات سلطنتی ایران

همچنین مقالات ادبی و هنری و تاریخی متعددی از او در مجلات داخلی و خارجی نشر یافته‌است